# فين بو
فين بو (بالنرويجية البوكمول: Finn Bø)‏ هو كاتب أغاني وكاتب سيناريو وصحفي نرويجي، ولد في 4 يوليو 1893 في أوسلو في النرويج، وتوفي في 24 أبريل 1962.

## وصلات خارجية
- فين بو على موقع IMDb (الإنجليزية)
- فين بو على موقع ميوزك برينز (الإنجليزية)